# Airbus Helicopters H160
El Airbus Helicopters H160 (antes X4) es un helicóptero utilitario mediano desarrollado por Airbus Helicopters. Lanzado formalmente en la Heli-Expo en Orlando, Florida el 3 de marzo de 2015, está destinado a reemplazar los modelos AS365 y EC155 en el alineación de la firma. En junio de 2015 se realizó el primer vuelo de prueba. Recibió su certificación de tipo EASA en julio de 2020 y las primeras entregas fueron en diciembre de 2021.

## Desarrollo
El Airbus Helicopters H160 se reveló al público por primera vez en 2011, momento en el que los representantes de la compañía se refirieron a él con la designación X4, una designación que implicaba que era una continuación del Eurocopter X3, un alto Demostrador de tecnología de helicópteros híbridos de alta velocidad. Hablando a principios de 2011, el jefe de Eurocopter (luego renombrado como Airbus Helicopters), Lutz Bertling, declaró que el X4 sería un "cambio de juego", contrastando la importancia de las innovaciones que presentaría con el desarrollo de Airbus de fly-by-wire controles. Las primeras características aludieron a incluir palas de rotor de seguimiento activo, funcionalidad avanzada de asistencia al piloto y vibración reducida a niveles de suavidad "casi a chorro". También se describió que el X4 tenía una cabina "radicalmente diferente", y Bertling afirmó que "la cabina tal como la conocemos hoy no estará allí". También se anunció que el X4 se presentaría en dos etapas: un modelo provisional en 2017 sin algunas de las funciones avanzadas, y un modelo más avanzado en 2020.
El programa de desarrollo del X4 costó 1.000 millones de euros (1.120 millones de dólares). Las características de vanguardia, incluidos los sistemas de control altamente avanzados propuestos, se atenuaron o eliminaron por ser demasiado arriesgados o costosos. El 3 de marzo de 2015, el X4 se presentó formalmente bajo la designación H160. Se ha comercializado como sucesor del Eurocopter AS365 Dauphin existente de la empresa y compite con el AgustaWestland AW139, Sikorsky S-76 y Bell 412; Guillaume Faury, director ejecutivo de Airbus Helicopters, se refirió al H160 como "el asesino del AW139". El H160 inició la convención de nomenclatura renombrada de Airbus Helicopter; a partir del 1 de enero de 2016, los helicópteros en el mismo rango llevarán la designación 'H', similar a como Airbus nombra sus aviones comerciales. Se hizo hincapié en el diseño en el uso de las técnicas de producción y soporte de Airbus, tal como se utilizan para aeronaves avanzadas de ala fija, como el avión de pasajeros Airbus A350; en consecuencia, se construyeron un par de plataformas de prueba para probar por separado los elementos dinámicos y del sistema, respectivamente, para acelerar el proceso de diseño. El 29 de mayo de 2015, se presentó el primer prototipo del H160 en las instalaciones de Airbus Helicopters Marignane en Francia.

## Diseño

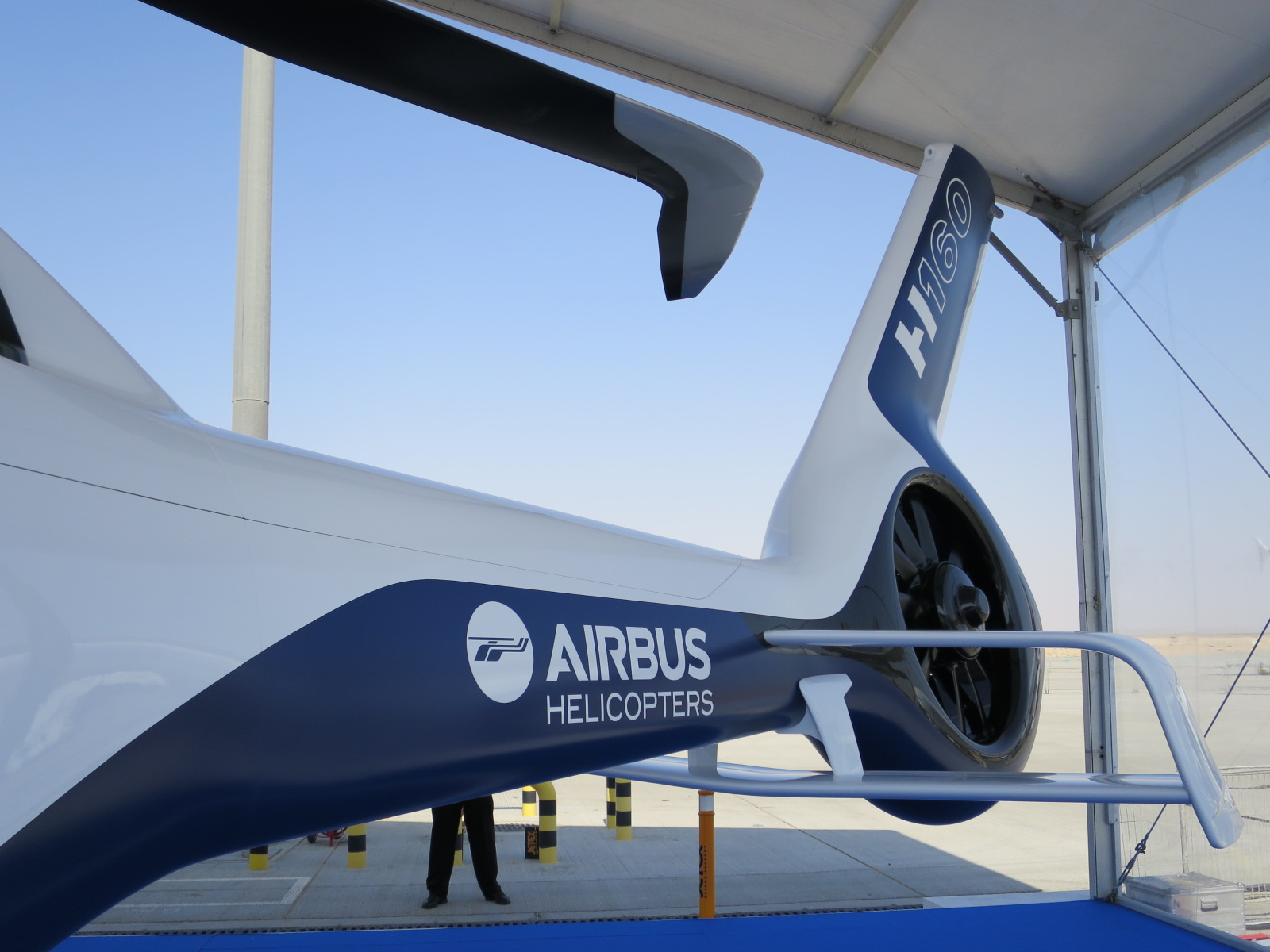
Cola del H160 mostrando el estabilizador biplano, el fenestrón inclinado y la punta del rotor

El Airbus Helicopters H160 aprovecha varias tecnologías y materiales de fabricación avanzados para producir un diseño más ligero y eficiente. Una medida de ahorro de peso fue la sustitución del tren de aterrizaje hidráulico tren de aterrizaje y frenos convencionales por contrapartes eléctricas, el primer helicóptero del mundo en hacerlo; según Airbus, la eliminación de los componentes hidráulicos hace que el helicóptero sea más ligero y seguro. En 2015, Airbus afirmó que el H160 totalmente compuesto ofrecería el mismo rendimiento básico que el rival AgustaWestland AW139, pero sería 1 tonelada más ligero, tendría un menor consumo de combustible y ofrecería entre 15 y 20 % menores costos operativos directos. El fuselaje compuesto también proporcionó una mayor libertad de diseño del estilo externo del giroavión. Durante el desarrollo de la aeronave, características tales como equipos de deshielo y un sistema de control fly-by-wire se consideraron demasiado pesados o costosos para los beneficios involucrados y se eliminaron.
El H160 es el primer helicóptero que presenta el Blue Edge rotor principal de cinco palas. Esto incorpora una forma de doble barrido que reduce la generación de ruido de interacciones hoja-vórtice, un fenómeno que ocurre cuando la hoja golpea un vórtice creado en su punta, lo que resulta en un 3– 4 dB de reducción de ruido y aumento de la carga útil efectiva en 100 kg (220,5 lb) en comparación con un diseño de rotor Eurocopter AS365 Dauphin escalado. Las innovaciones aerodinámicas incluyen un biplano tailplane estabilizador para una mayor estabilidad a baja velocidad y un fenestron inclinado más silencioso que, combinados, producen 80 kg adicionales de sustentación. El H160 es el primer helicóptero civil que utiliza un rotor de cola antitorque Fenestron inclinado, un segundo motor, el Pratt & Whitney Canada PW210E, se iba a ofrecer como una opción alternativa, pero se eliminó debido a la potencia insuficiente y para reducir la complejidad del diseño. Un respaldo redundante para el sistema de lubricación de la caja de cambios permite más de cinco horas de vuelo después de una falla principal sin causar daños mecánicos.
A principios de 2015, Airbus afirmó que se espera que el H160 tenga una expectativa de tasa de disponibilidad del "primer día" superior al 95 por ciento. El H160 presenta la suite de aviónica Helionix, la cabina está equipada con un total de cuatro 6 x 8 plg (15,2 x 20,3 cm) pantallas multifuncionales. Airbus Helicopters colaboró con Esterline CMC para desarrollar partes de la aviónica, como el sistema de gestión de vuelo CMA-9000 y el sensor del sistema de aterrizaje CMA-5024 GPS, para automatizar el proceso de aterrizaje. También se ha desarrollado un simulador de vuelo completo para el H160, en colaboración con Helisim y Thales Group. La aviónica proporciona un nivel de similitud con los helicópteros Eurocopter EC145 T2 y Eurocopter EC175 anteriores de la empresa. Los comentaristas han declarado que esta similitud es similar al concepto de familia de helicópteros de AgustaWestland.

## Componentes
Francia

### Propulsión
| Sistema | País               | Fabricante | Notas         |
| ------- | ------------------ | ---------- | ------------- |
| Motor   | Bandera de Francia | Turbomeca  | 2 × Arrano 1A |

## Variantes

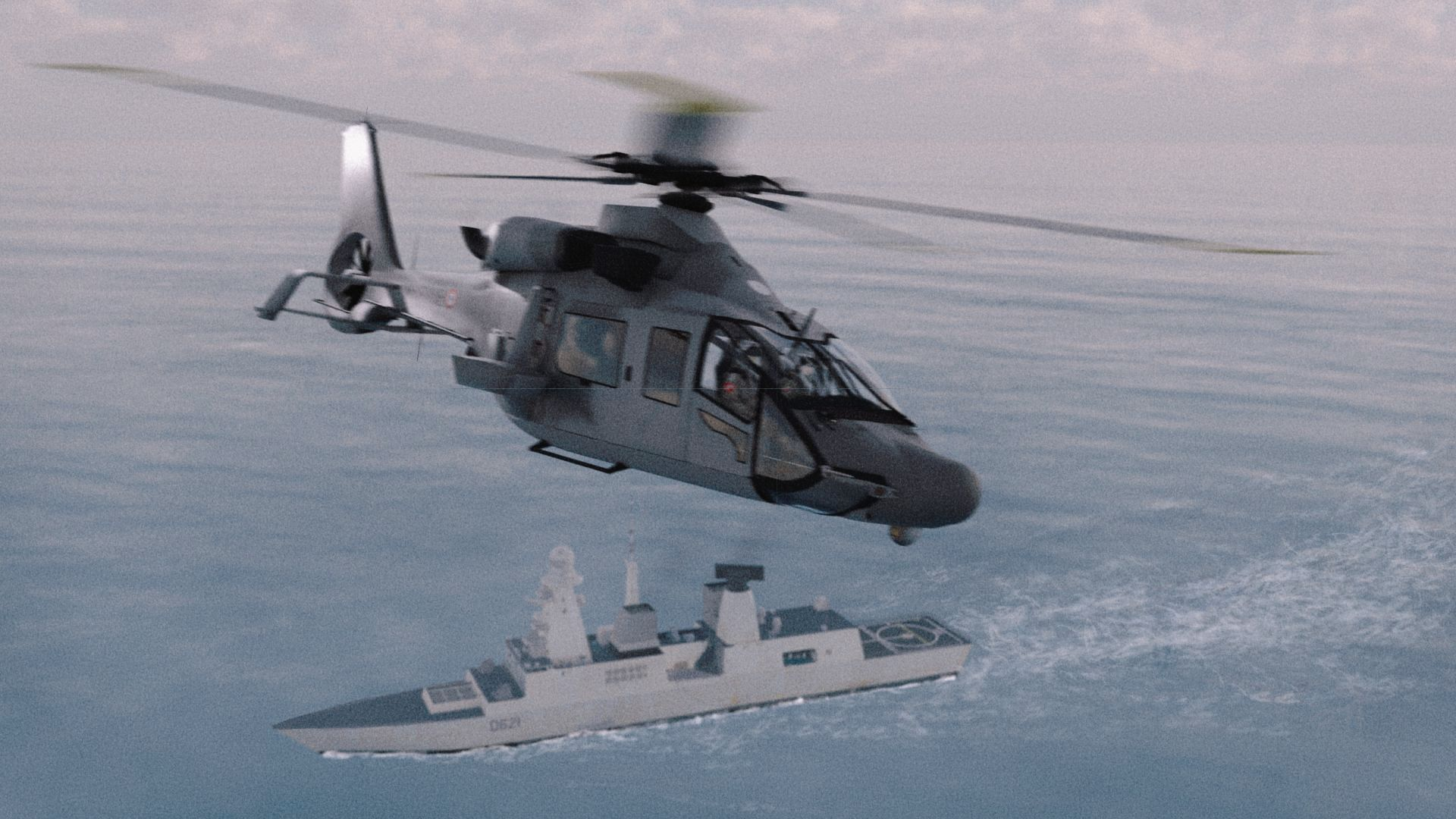
La variante H160M planeada para la Armada francesa, con un radomo prominente montado en la nariz del helicóptero y portaarmas a los lados.

### Civil
- H160: Prototipo de modelo civil.[15] 3 construidos.
- PT1: propulsado por motores P&WC, voló por primera vez el 13 de junio de 2015.
- PT2: propulsado por motores Arrano, voló por primera vez el 27 de enero de 2016.
- PT3: equipado con interior de cabina y voló por primera vez el 13 de octubre de 2017
- H160-B: Variante de producción civil, certificada en julio de 2020.

### Militar
- H160M: Modelo básico de orientación militar.
- HIL (hélicoptère interarmées léger - Helicóptero ligero conjunto)
- H160M Guépard: Versión desarrollada para las Fuerzas Armadas Francesas.[16]

## Especificaciones

### Características generales
- Tripulación: 1 o 2
- Capacidad: 12
- Peso vacío: 4,050 kg
- Peso máximo al despegue: 6,050 kg
- Planta motriz:   . cada uno.

### Rendimiento
- Velocidad crucero (Vc): 255 km/h
- Alcance: 880 km
- Techo de vuelo: 6000 m